# Joachim Foerster

Joachim Foerster (2020)

Joachim Foerster (* 1989 in Erlangen) ist ein deutscher Schauspieler, Musiker und Produzent.

## Leben

### Ausbildung
Foerster stammt aus einer Familie von Juristen, Medizinern und Wissenschaftlern. Er wollte ursprünglich Profi-Boxer werden, gab seine Sportkarriere dann jedoch auf und entschied sich für das Schauspiel. Nach einem erfolgreichen Vorsprechen, auf das er sich mit einer Sammlung von Theater-Monologen im Eigenstudium vorbereitete, studierte er von 2009 bis 2013 Schauspiel an der Folkwang Universität der Künste in Essen/Bochum und schloss das Studium 2013 mit dem Schauspieldiplom ab. Während seines Studiums spielte er erste Theaterrollen am Schauspielhaus Bochum.

### Theater
Ab der Spielzeit 2013/14 war Foerster für zwei Spielzeiten festes Ensemblemitglied am Theater Heilbronn. Seine erste Hauptrolle spielte er dort im November 2013 als Jugendlicher Jojo in der Wiederaufnahme des Zwei-Personen-Stück Das Herz eines Boxers von Lutz Hübner. Im November 2013 spielte er im Theater Heilbronn den Ludwig in der Uraufführung des Theaterstücks Zweier ohne von Dirk Kurbjuweit.
In der Spielzeit 2014/15 trat er als Theater Heilbronn u. a. als Bastard Edgar in König Lear (Regie: Johanna Schall), als Diener La Flèche in Der Geizige, als Seymour in Der kleine Horrorladen, als Polyneikes in Antigone in der Bühnenfassung von John von Düffel (Regie: Johanna Schall) und als Titelheld in Schillers Don Karlos auf.
2016 gastierte er am Volkstheater Wien im Rahmen der Wiener Festwochen in dem Stück Wir Hunde von SIGNA und Arthur Koestler. In der Spielzeit 2016/17 übernahm er ab September 2016 am Theater Münster die Rolle des Giselher in Die Nibelungen in einer Inszenierung von Frank Behnke. Ab der Spielzeit 2017/18 war er bis 2019 für zwei Spielzeiten Ensemblemitglied am Theater Münster. In der Spielzeit 2017/18 spielte er zur Spielzeiteröffnung in Die Katze auf dem heißen Blechdach die Hauptrolle Brick in einer Inszenierung von Frank Behnke. 2019 war er in der Titelrolle in Caligula von Albert Camus unter der Regie von Alexander Nerlich zu sehen.
Sein Solo-Abend Wer hat meinen Vater umgebracht nach einem Roman von Édouard Louis wurde vom Internetportal Nachtkritik.de zu einer der 10 wichtigsten deutschsprachigen Inszenierungen des Jahres 2019 gewählt.
In der Spielzeit 2023/24 gastierte er am Theater Pforzheim in dem Schauspiel Das Ding von Philipp Löhle.

### Film und Fernsehen
Foerster war auch in mehreren Rollen bei Film und Fernsehen zu sehen. Erste Rollen hatte er auch hier bereits während des Studiums. Er wirkte in Diplom- und Kurzfilmen der Filmakademie Baden-Württemberg mit. Im Tatort: Eine andere Welt (Erstausstrahlung: November 2013) hatte er eine Nebenrolle als jugendliches Cliquen-Mitglied Oliver Pösko.
In der Sat.1-Krimiserie Josephine Klick – Allein unter Cops bekam er in der 2. Staffel (2015) eine durchgehende Serienhauptrolle als Kriminalkommissaranwärter Patrick. Er spielte außerdem Episodenrollen in den ZDF-Fernsehserien SOKO Leipzig (2012; als Jugendlicher Dennis Kretschmann), Notruf Hafenkante (2013; als Jugendlicher Marek Trullsen) und SOKO Köln (2015; als „Gangsta-Rapper“ Stefan Bokelberg). 2017 spielte er im Film Tigermilch den jungen Serben Dragan Vokovic.
In der Sky-Deutschland-Serie Das Boot, deren Staffeln 2018 und 2020 erstausgestrahlt wurden, gehörte er unter der Regie von Andreas Prochaska, Rick Ostermann und Matthias Glasner als Obermaschinenmaat Ralf Grothe zum Hauptcast. In der 7. Staffel der ZDF-Serie Bettys Diagnose (2020) übernahm Foerster eine der Episodenhauptrollen als Zirkusartist Christoph Caldoni, dessen verletzte Freundin das zukünftige gemeinsame Leben im Zirkus infrage stellt. In der 10. Staffel der ZDF-Serie Letzte Spur Berlin (2021) war Foerster in einer der Episodenhauptrollen als krimineller „Head of Operations“ eines Start-up-Unternehmens, das Kondome und Sexspielzeug vertreibt, zu sehen.

### Musik und Produktion
Im Jahr 2016 gründete Joachim Foerster die Rock-Band „Joachim Fucking Foerster Band“. In der Gruppe tritt Foerster als Sänger und Songschreiber auf. Am 20. Oktober 2017 erschien ihr erstes Album Nahsexerfahrung.
Im Jahr 2020 gründete Joachim Foerster gemeinsam mit Patrick Berg und Charles Morillon die Produktionsfirma Sons of York. Die erste Produktion war die Webserie Licht – Die ganze Welt ist Bühne.

## Filmografie (Auswahl)
- 2012: Schuld sind immer die Anderen (Diplomfilm; Filmakademie Baden-Württemberg)
- 2012: Fang (Kurzfilm)
- 2012: SOKO Leipzig (Fernsehserie; Folge: Leipzig kloppt)
- 2013: Notruf Hafenkante (Fernsehserie; Folge: In der Falle)
- 2013: Tatort: Eine andere Welt (Fernsehreihe)
- 2014: Der Prinz von Gmünd (Kurzfilm; Filmakademie Baden-Württemberg)
- 2015, 2021: SOKO Köln (Fernsehserie; Folgen: Tod eines Rappers, Der Mann ohne Namen)
- 2015: Josephine Klick – Allein unter Cops (Fernsehserie; Serienhauptrolle)
- 2017: Tigermilch (Kinofilm)
- 2017: Die Pfefferkörner (Fernsehserie; Folge: Der Bodyguard)
- 2017: Rübezahls Schatz (Fernsehfilm)
- 2018; 2020: Das Boot (Fernsehserie)
- 2020: Bettys Diagnose (Fernsehserie; Folge: Gegen die Angst)
- 2020: Der Kommissar und die Wut (Fernsehfilm)
- 2021: Letzte Spur Berlin (Fernsehserie; Folge: Weißer Wahn)
- 2022: Tatort: Spur des Blutes (Fernsehreihe)
- 2024: Die Bergretter (Fernsehserie; Folge: Letzte Worte)

## Diskografie
- 2017: Nahsexerfahrung